# Rallye d'Argentine 1987
Le Rallye d'Argentine 1987 (7º Rally Argentina), disputé du 4 au 8 août 1987, est la cent-soixantième-neuvième manche du championnat du monde des rallyes (WRC) courue depuis 1973, et la neuvième manche du championnat du monde des rallyes 1987.

## Classement général
| Pos | No | Pilote            | Copilote        | Voiture             | Temps           | Écart             | Groupe |
| --- | -- | ----------------- | --------------- | ------------------- | --------------- | ----------------- | ------ |
| 1   | 1  | Massimo Biasion   | Tiziano Siviero | Lancia Delta HF 4WD | 7 h 10 min 27 s |                   | A      |
| 2   | 5  | Jorge Recalde     | Jorge Del Buono | Lancia Delta HF 4WD | 7 h 11 min 28 s | + 1 min 01 s      | A      |
| 3   | 2  | Erwin Weber       | Matthias Feltz  | Volkswagen Golf GTI | 7 h 37 min 11 s | + 26 min 44 s     | A      |
| 4   | 3  | Kenneth Eriksson  | Peter Diekmann  | Volkswagen Golf GTI | 7 h 59 min 16 s | + 48 min 49 s     | A      |
| 5   | 9  | Gabriel Raies     | Raul Campaña    | Renault 18 GTX      | 8 h 02 min 43 s | + 52 min 16 s     | A      |
| 6   | 17 | Paulo Lemos       | Arthur César    | Volkswagen Gol      | 8 h 08 min 42 s | + 58 min 15 s     | A      |
| 7   | 15 | Jorge Fleck       | Silvio Klein    | Volkswagen Gol      | 8 h 13 min 12 s | + 1 h 02 min 45 s | A      |
| 8   | 11 | Jorge Bescham     | José Garcia     | Fiat Regata 85      | 8 h 31 min 28 s | + 1 h 21 min 01 s | A      |
| 9   | 7  | Ernesto Soto      | Martin Christie | Renault 18 GTX      | 8 h 35 min 48 s | + 1 h 25 min 21 s | A      |
| 10  | 24 | Alejandro Schmauk | Felipe Horta    | Alfa Romeo 33 4x4   | 8 h 39 min 12 s | + 1 h 28 min 45 s | A      |